# Konstantistenorden
Konstantistenorden czyli Konstantisten - zakon (studencki) konstantowców - jedna z bardziej znaczących korporacji studenckich w Niemczech działających pod koniec XVIII wieku, wzorowana na lożach wolnomularskich, sympatyzująca z oświeceniową ideologią rewolucji francuskiej, to też prześladowana przez władze państwowe i uczelniane.
Nazwa korporacji wywodzi się, być może, z łaciny constans (niem. konstant) oznacza między innymi silny, spokojny, niewzruszony, konsekwentny. Natomiast niem. Konstante= stała (matematyczna, fizyczna, logiczna); w żargonie studenckim - miejsce stałych spotkań korporacyjnych, naturalnie z wyszynkiem, ponieważ picie piwa stanowiło istotny element obrzędowości studenckiej.

## Historia
Od połowy XVIII wieku powstawały, obok tradycyjnych struktur wolnomularskich, nowe formy stowarzyszeń studenckich. Jak podaje W.Hardtwig do najważniejszych wśród nowo powstających zakonów studenckich (Orden) należały: Amicisten (Jena 1770 r.), Unitisten ((Halle 1774 r.), i Konstantisten (Halle 1777 r.), które rozwinęły się obok istniejących od dawna studenckich stowarzyszeń ziomkoskich (niem. Landsmannschaft), organizowanych według kraju pochodzenia. Te zakony miały strukturę wzorowaną na loży wolnomularskiej, a mianowicie:
- zachowanie tajności poczynań,
- elitarny dobór członków,
- przemyślany i skomplikowany ceremoniał, między innymi cyrkiel (korporacyjny) jako monogram organizacyjny;
- zasada, że przynależność do zakony obowiązuje na całe życie.

Od istniejących ziomkostw nowe korporacje odróżniały się przede wszystkim zaangażowaniem politycznym, wynikającym z przyjętych założeń światopoglądowych sympatyzujących z oświeceniowymi ideami rewolucji francuskiej. Konstantisten, tak jak i inne zakony studenckie, traktowane przez władze jako organizacje wywrotowe, były zwalczane z całą surowością, dlatego nie mogły się rozwinąć i zaniknęły około roku 1800. Ich struktura organizacyjna nie była dostosowana do działalności konspiracyjnej.